# Adelina Engman
Adelina Engman, född 11 oktober 1994 på Åland, är en finländsk fotbollsspelare. Hon spelar för italienska Como och representerar det finska landslaget.
Hon har tidigare spelat för IFK Mariehamn, Åland United, Kopparbergs/Göteborg FC, Chelsea, Montpellier HSC, Växjö DFF, Hammarby IF och IF Brommapojkarna.
Engman var uttagen till Europamästerskapet i Schweiz 2025 men skadade sig på den sista träningen inför turneringen och fick strykas ut truppen.